# ABEC

Animação do princípio de funcionamento de um rolamento

Annular Bearing Engineerring Committee (Comitê de Engenharia de Rolamentos Anulares), abreviado ABEC, é a sigla internacional de classificação de rolamentos, quanto a precisão, da American Bearing Manufacturers Association (ABMA). Os rolamentos são classificados utilizando um número ímpar de 1 a 15, quanto maior o número, maior a precisão do rolamento fabricado. Rolamentos fabricados dentro dos padrões mais rigorosos de tolerância fornecem maior precisão do eixo de rotação e não necessariamente contribuem para uma maior capacidade de velocidade. No entanto, a classificação ABEC não precisa muitos outros fatores críticos, como a lisura do contato com superfícies do rolamento, esferas, e material de qualidade .A denominação ABEC, é amplamente difundida entre os skatistas e patinadores, todavia, criou-se uma lenda de rolamentos com designação de ABEC maior significa maior velocidade. Isso seria verdade se os patins ou skates fossem capazes de se moverem numa velocidade equivalente a umas 300 milhas por hora, o que é humanamente impossível. No entanto, para máquinas e motores essas diferenças ficam mais perceptíveis, principalmente quanto a ausência de vibrações.
Não há materiais exigidos nas séries ABEC. A especificação ABEC refere-se apenas a exatidão e precisão. Rolamentos que não correspondam a pelo menos ABEC 1 não são rolamentos de precisão. As classes de precisão ABEC ISO são usadas para rolamentos de toda a indústria. 
A escala é projetada para permitir o usuário a tomar uma decisão informada sobre o tipo de rolamento que esta comprando. Rolamentos de alta nominal são destinados a aplicações de precisão como instrumentos da aeronaves ou equipamentos cirúrgicos. As qualidades inferiores destinam-se à maioria das aplicações, tais como veículos, passatempos mecânica, patins, skate, pesca, bobinas e máquinas industriais. Rolamentos de alta precisão não caracterizam maior velocidade, no entanto permitem aos respectivos equipamentos operarem em sua velocidade com eficiência.
O padrão ISO equivalente é o padrão ISO 492.
| ABEC   | ISO 492         |
| ------ | --------------- |
| ABEC 1 | normal class 6X |
| ABEC 3 | class 6         |
| ABEC 5 | class 5         |
| ABEC 7 | class 4         |
| ABEC 9 | class 2         |

## Tipos de rolamentos
- ABEC 1: 0.0075 mm (0.000295")
- ABEC 3: 0.0050 mm (0.000197")
- ABEC 5: 0.0035 mm (0.000138")
- ABEC 7: 0.0025 mm (0.000098")
- ABEC 9: 0.0012 mm (0.000047")